# 石超庸

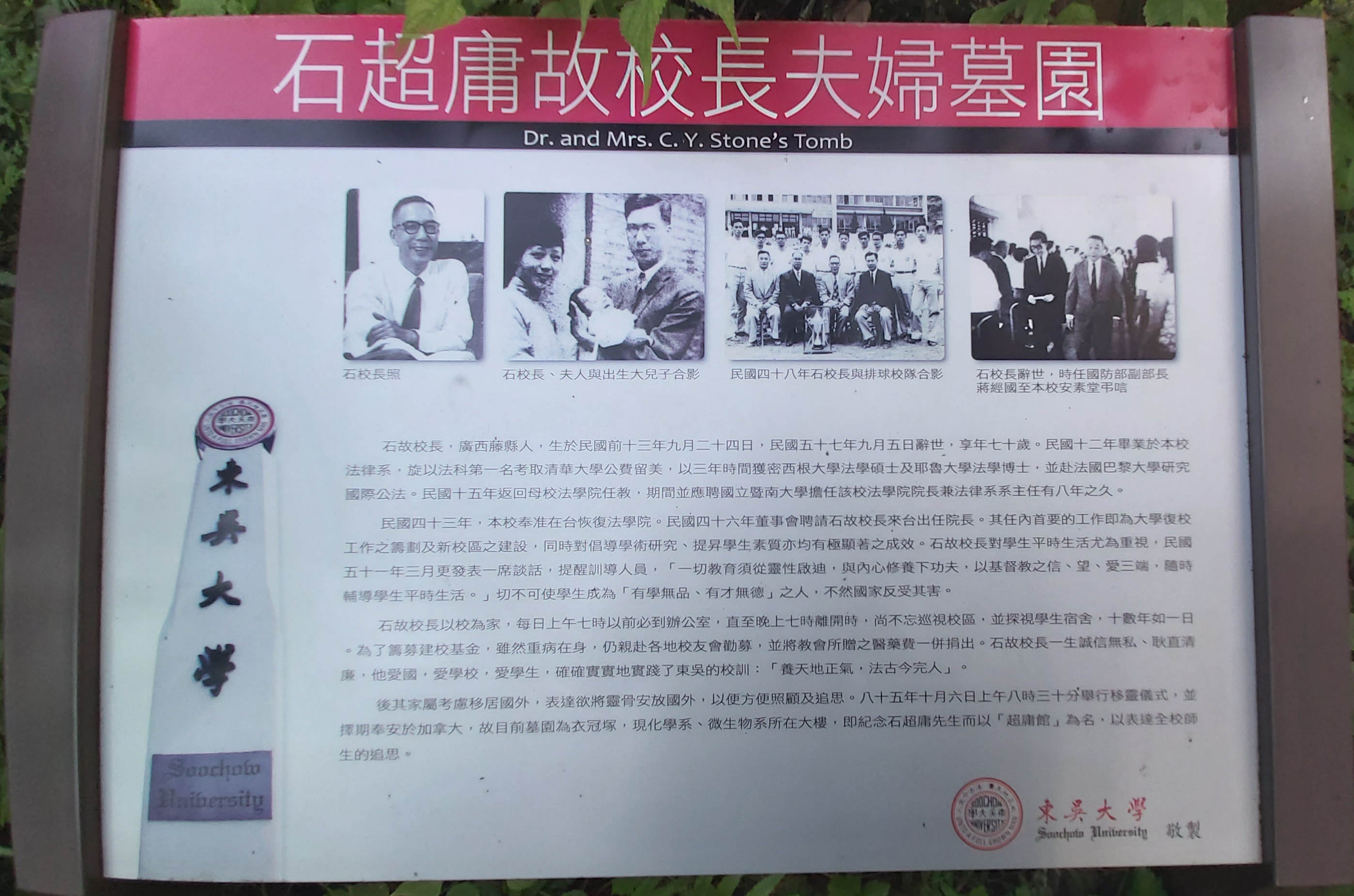
石超庸生平

石超庸（1900年9月24日—1968年9月5日），原名穎，字超庸，廣西省藤縣人，為法律學家，曾任暨南大學法學院院長、暨南大學法學系系主任、東吳大學法學院校長、東吳大學校長、中國國民黨中央評議委員。

## 經歷

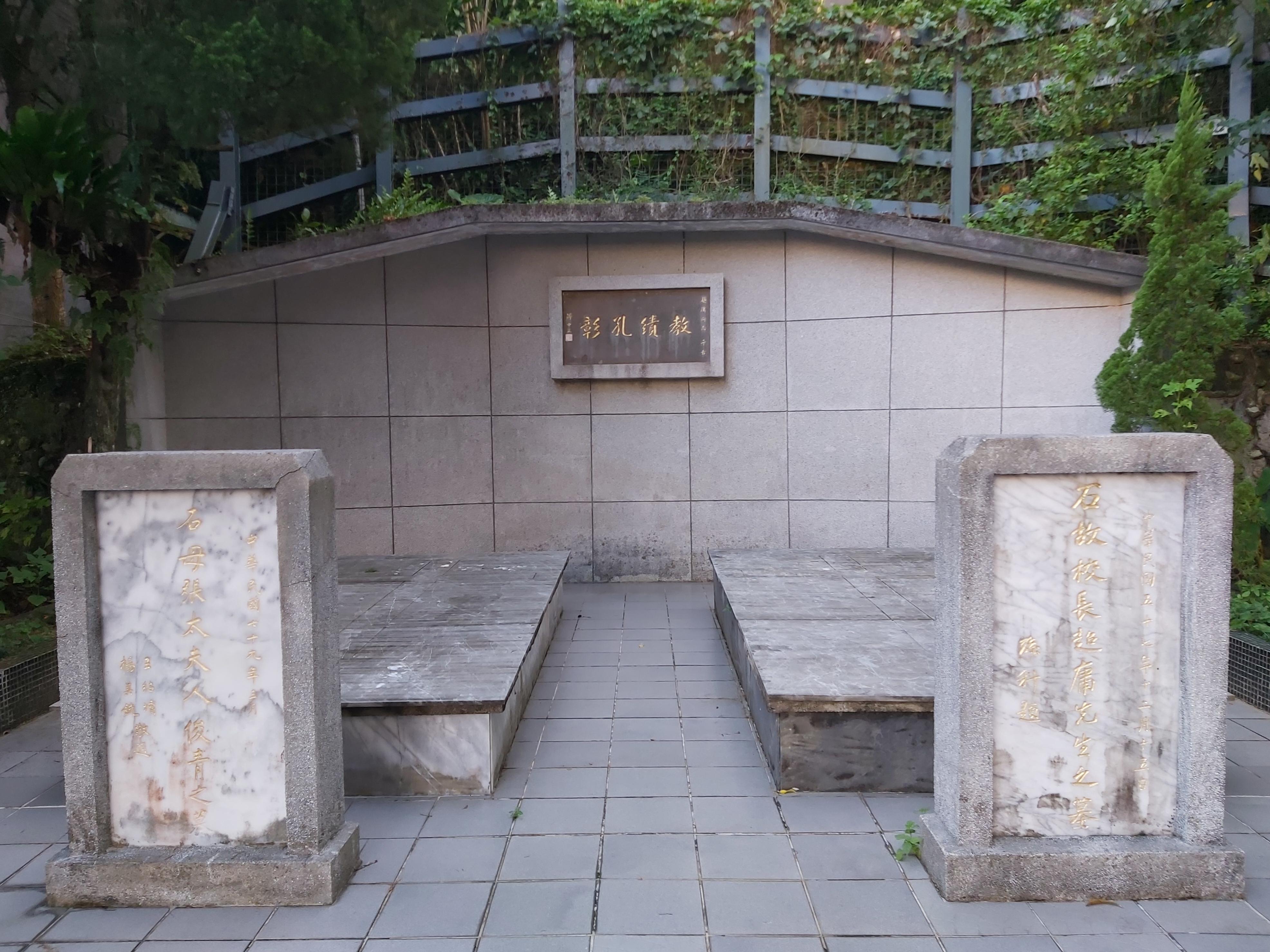
東吳校內的石超庸夫婦墓園

1923年畢業於東吳大學法律系，於大學時擔任東吳大學足球隊隊長，之後取得美國密歇根大學法學碩士、美國耶魯大學法學博士，並至法國巴黎大學研究國際公法。
1926年回中國後從事律師事務，並任東吳大學法學院教授、暨南大學法學系主任、暨南大學法學院院長，後來擔任監察委員。
遷移來台灣後，1957年開始任東吳大學法學院院長，1968年擔任東吳大學校長，並曾擔任中國國民黨中央評議委員。
1968年9月5日逝世於任內，並與王寵惠同葬於東吳校內。1996年，石超庸子女遷居加拿大，於該年10月6日將石超庸夫婦遷葬至加拿大英屬哥倫比亞省措瓦森墓園，東吳校內的舊墓保留作衣冠塚。

## 貢獻
他回台灣後籌劃東吳大學復校工作以及新校區建設，在其擔任校長任內，致力教學水準提升，據說對學生成績採取嚴格的淘汰率。

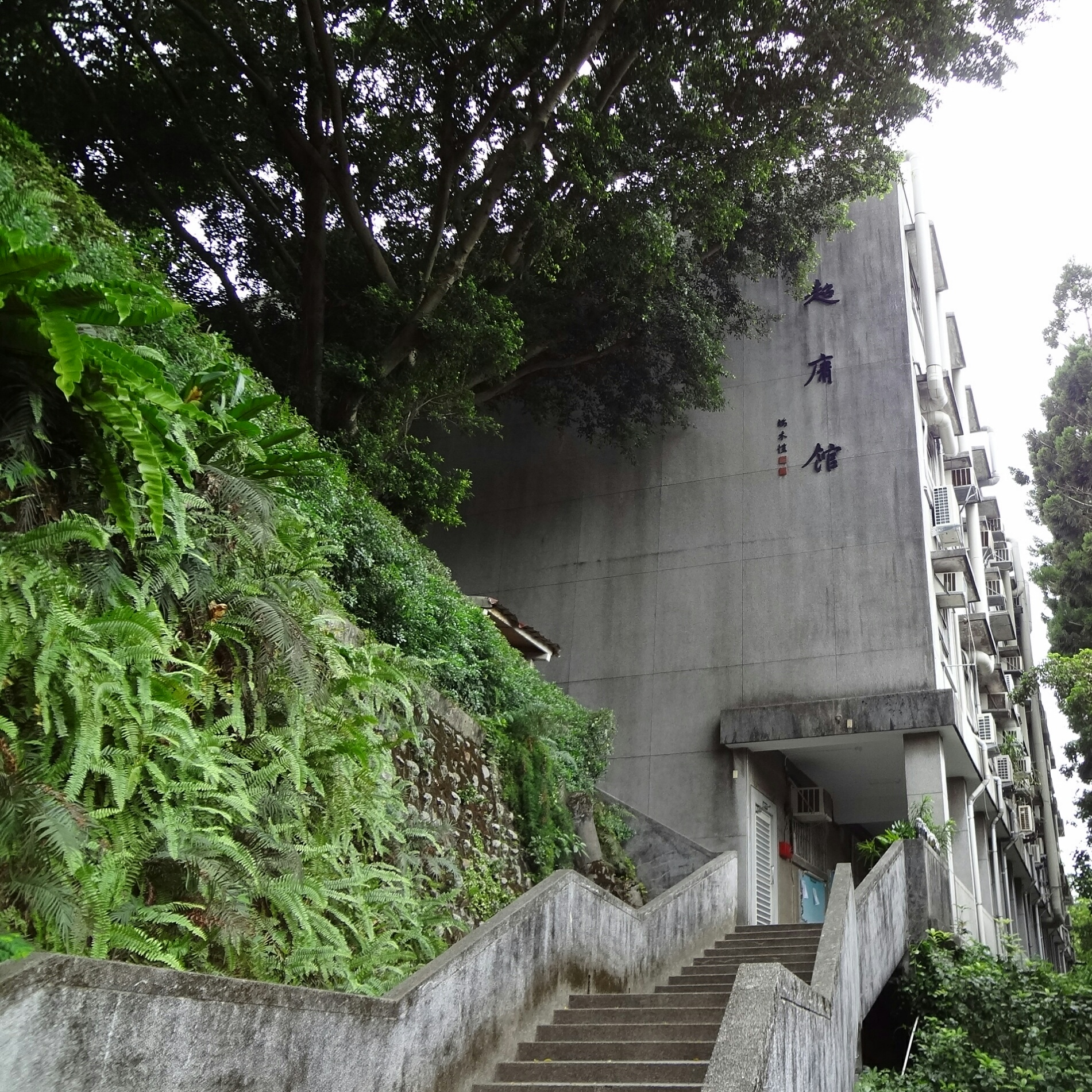
東吳大學外雙溪校區超庸館

晚年至各地對東吳大學校友勸募建校基金，並將教會所贈之醫療費捐出。目前東吳大學外雙溪校區的化學系、微生物系共用的系館大樓以「超庸館」為名，緬懷他對東吳大學的奉獻。

## 註腳
1. ↑  .   [2018-03-10]. （原始内容存档于2019-06-18）.
2. 1 2  .   [2018-03-10]. （原始内容存档于2005-11-05）.
3. ↑  .   [2018-03-10]. （原始内容存档于2018-03-08）.
4. ↑  王士斌. . 東吳校訊. 2024-09-18.
5. ↑  東吳大學發展處企畫組 (编). . 東吳大學. 2001: 18.
6. ↑  .   [2018-03-10]. （原始内容存档于2019-06-18）.

## 外部連結
- 士林東吳大學王寵惠墓園 （页面存档备份，存于）